# Garde-Kavallerie-Division (Deutsches Kaiserreich)
Die Garde-Kavallerie-Division war ein Großverband der Preußischen Armee.

## Gliederung
Die Division war Teil des Gardekorps.

### Friedensgliederung 1914
- 1. Garde-Kavallerie-Brigade in Berlin
  - Regiment der Gardes du Corps in Potsdam
  - Garde-Kürassier-Regiment in Berlin
- 2. Garde-Kavallerie-Brigade in Potsdam
  - 1. Garde-Ulanen-Regiment in Potsdam
  - 3. Garde-Ulanen-Regiment in Potsdam
- 3. Garde-Kavallerie-Brigade in Berlin
  - 1. Garde-Dragoner-Regiment „Königin Viktoria von Großbritannien und Irland“ in Berlin
  - 2. Garde-Dragoner-Regiment „Kaiserin Alexandra von Rußland“ in Berlin
- 4. Garde-Kavallerie-Brigade in Potsdam
  - Leib-Garde-Husaren-Regiment in Potsdam
  - 2. Garde-Ulanen-Regiment in Berlin (Moabit)

### Kriegsgliederung am 2. August 1914
- 1. Garde-Kavallerie-Brigade
  - Regiment der Gardes du Corps
  - Garde-Kürassier-Regiment
- 2. Garde-Kavallerie-Brigade
  - 1. Garde-Ulanen-Regiment
  - 3. Garde-Ulanen-Regiment
- 3. Garde-Kavallerie-Brigade
  - 1. Garde-Dragoner-Regiment „Königin Viktoria von Großbritannien und Irland“
  - 2. Garde-Dragoner-Regiment „Kaiserin Alexandra von Rußland“
- Reitende Abteilung/1. Garde-Feldartillerie-Regiment
- Garde-MG-Abteilung
- Garde-Pionier-Abteilung

## Geschichte
Die Garde-Kavallerie-Division wurde am 19. November 1859 etatisiert und ging aus der am 9. August 1813 gebildeten Garde-Kavallerie-Brigade hervor. Das Kommando stand in Berlin.

### Erster Weltkrieg

#### Gefechtskalender

##### 1914
- 04. bis 13. August – Grenzschutz- und Aufklärungskämpfe vor der Heeresfront an der belgisch-luxemburgischen Grenze
- 14. bis 20. August – Gewaltsame Erkundung der feindlichen Stellungen bei Dinant
- 23. bis 24. August – Schlacht bei Namur
- 29. bis 30. August – Schlacht bei St. Quentin (1914)
- 06. bis 9. September – Schlacht am Petit Morin
- 12. bis 16. September – St. Erme, Juvincourt, La Ville-aux-Bois, Prouvais
- 13. bis 22. September – Kämpfe an der Aisne
- 01. bis 13. Oktober – Schlacht bei Arras
- 09. Oktober – Erzwingung des Übergangs über den Kanal von La Bassée bei Don
- 11. Oktober – Erstürmung von La Bassée
- 13. Einnahme von Givenchy
- 13. Oktober bis 8. November – Stellungskämpfe in Flandern und Artois
  - 15. bis 28. Oktober – Schlacht bei Lille
  - 30. Oktober bis 8. November – Schlacht bei Ypern
- 09. bis 30. November – Schlacht an der Yser
- ab 1. Dezember – Stellungskämpfe an der Yser

##### 1915
- bis 21. April – Stellungskämpfe an der Yser
- 22. April bis 25. Mai – Kämpfe um Ypern
- 26. Mai bis 26. Juni – Stellungskämpfe an der Yser
- 02. bis 15. Juli – Transport nach dem Osten
- 16. bis 18. Juli – Durchbruchsschlacht von Krasnostaw
- 19. bis 28. Juli – Kämpfe im Anschluss an die Durchbruchsschlacht von Krasnostaw
- 29. bis 30. Juli – Durchbruchsschlacht von Biskupice
- 31. Juli bis 19. August – Verfolgungskämpfe vom Wieprz bis zum Bug
- 19. bis 28. August – Heeresgruppen-Reserve
- 29. bis 30. August – Gefecht bei Kobryn
- 31. August bis 15. September – Heeresgruppen-Reserve
- 19. bis 24. September – Kämpfe an der oberen Schtschara-Serwetsch
- 25. September bis 3. Oktober – Stellungskämpfe an der oberen Schtschara-Serwetsch
- ab 1. Oktober – Stellungskampf in den Pripjetsümpfen

##### 1916
- Stellungskampf in den Pripjetsümpfen

##### 1917
- bis 1. Dezember – Stellungskampf in den Pripjet-Sümpfen
- 02. bis 17. Dezember – Waffenruhe
- ab 17. Dezember – Waffenstillstand

##### 1918
- bis 11. Februar – Waffenstillstand
- 11. Februar bis 2. März – Reserve der Heeresgruppe Linsingen
- 03. bis 15. März – Okkupation großrussischen Gebietes
- 12. bis 15. März – Transport aus dem Osten nach Zossen, Umbildung zur Garde-Kavallerie-Schützen-Division

## Kommandeure
| Dienstgrad                   | Name                                   | Datum                                                               |
| ---------------------------- | -------------------------------------- | ------------------------------------------------------------------- |
| Oberstleutnant               | Hans von Werder                        | 09. August bis 20. September 1813                                   |
| Oberstleutnant               | Friedrich von La Roche-Starkenfels     | 21. September 1813 bis 21. Dezember 1816                            |
| Oberst                       | Heinrich Ludwig Georg von Knobelsdorff | 22. Dezember 1816 bis 13. September 1826                            |
|                              | Friedrich Wilhelm von Brandenburg      | 28. November 1826 bis 29. März 1838                                 |
|                              | Karl von Brauchitsch                   | 30. März 1838 bis 29. März 1844                                     |
| Generalmajor/Generalleutnant | Adam von Tümpling                      | 30. März 1844 bis 13. Dezember 1848                                 |
| Generalmajor                 | Franz von Waldersee                    | 14. Dezember 1848 bis 4. August 1856                                |
| Generalleutnant              | August von Württemberg                 | 05. August 1856 bis 13. Juni 1859                                   |
| Generalmajor                 | Gustav Adolf von Schlemüller           | 14. Juni 1859 bis 15. September 1862                                |
| Generalmajor                 | Karl von der Goltz                     | 16. September 1862 bis 23. Januar 1863 (mit der Führung beauftragt) |
| Generalleutnant              | Karl von der Goltz                     | 24. Januar 1863 bis 8. März 1866                                    |
| Generalleutnant              | Hermann von Alvensleben                | 10. März 1866 bis 13. Januar 1868                                   |
| Generalmajor/Generalleutnant | Karl Friedrich von der Goltz           | 14. Januar 1868 bis 30. Oktober 1872                                |
| Generalleutnant              | Wilhelm von Brandenburg                | 31. Oktober 1872 bis 29. August 1882                                |
| Generalmajor                 | Wilhelm von Winterfeldt                | 30. August bis 20. November 1882 (mit der Führung beauftragt)       |
| Generalleutnant              | Wilhelm von Winterfeldt                | 21. November 1882 bis 14. November 1887                             |
| Generalleutnant              | Karl von Alten                         | 15. November 1887 bis 22. Dezember 1889                             |
| Generalleutnant              | Maximilian von Versen                  | 23. Dezember 1889 bis 23. März 1890                                 |
| Generalleutnant              | Ernst von der Planitz                  | 24. März 1890 bis 13. Juni 1895                                     |
| Generalleutnant              | Alexander von Wartensleben             | 14. Juni 1895 bis 9. Juni 1899                                      |
| Generalleutnant              | Walther von Moßner                     | 10. Juni 1899 bis 17. Mai 1901                                      |
| Generalleutnant              | Richard von Winterfeld                 | 18. Mai 1901 bis 21. Dezember 1904                                  |
| Generalleutnant              | Arthur von Klinckowström               | 22. Dezember 1904 bis 1. September 1907                             |
| Generalleutnant              | Alfred zu Dohna-Schlobitten            | 02. September 1907 bis 22. September 1911                           |
| Generalleutnant              | Friedrich Rüdiger von Hertzberg        | 23. September 1911 bis 17. Februar 1913                             |
| Generalleutnant              | Manfred von Richthofen                 | 18. Februar bis 3. Dezember 1913                                    |
| Generalmajor                 | Raimund von Pelet-Narbonne             | 03. Februar bis 21. April 1914 (mit der Führung beauftragt)         |
| Generalleutnant              | Raimund von Pelet-Narbonne             | 22. April bis 19. Juni 1914                                         |
| Generalleutnant              | Adolf von Storch                       | 19. Juni bis 23. September 1914                                     |
| Generalmajor                 | Günther von Etzel                      | 24. September bis 30. November 1914 (mit der Führung beauftragt)    |
| Generalleutnant              | Adolf von Storch                       | 01. Dezember 1914 bis 21. Februar 1918                              |
| Generalmajor/Generalleutnant | Heinrich von Hofmann                   | 22. Februar bis 5. Dezember 1918                                    |